# Flaviobriga
 (juillet 2024).
Le contenu est difficilement compréhensible vu les erreurs de traduction, qui sont peut-être dues à l'utilisation d'un logiciel de traduction automatique.
Flaviobriga a été une colonie romaine fondée durant l'an 74 à l'époque de l'empereur romain Vespasien sur un noyau indigène préexistant, le Portus Amanum (Port des Amanos).

## Origines
Étant donné les différentes descriptions de la corniche cantabrique faites par les historiens romains, il existe des divergences sur le peuple sur le territoire duquel se trouvait cette cité côtière : Vardules ou Autrigons.
Strabon, Pomponius Mela et Pline disent qu'elle se trouvait dans le territoire des Vardules. Pline précisait que Portus Ammanum (la Flaviobriga romaine, actuelle Castro-Urdiales, d'où lui viendrait le nom actuel, dérivé de Castrum Vardulies) était une de ces principales villes
Ptolémée dit que cette partie de la côte appartenait aux terres des Autrigons.
Plus tard, au Xe siècle, Luitprando écrit
Flaviobriga era capital de los pueblos Amanos, que forman parte de los Autrigones.
Flaviobriga était la capitale des peuples Amanos, qui font partie des Autrigons.
Une possible explication de ces divergences serait que les Caristes et les Autrigons fussent une partie des Vardules.
La terminaison briga indique une origine évidemment celtique

## Flaviobriga
C'était une Colonie et Convention juridique, avec juridiction sur neuf villes. Uxama, Segisamunculo, Antecuja, Deóbriga, Vindelia, Salionica, Tritium, Metallum] et Viruesca.
La colonie conserve son importance pendant les IIe et IIIe siècles, comme le démontre la construction de la paroi l'an 140 et à la réparation dans la voie qui l'unissait avec l'intérieur, la dernière année 237, de l'empereur Maximino, comme elle figure dans une colonne dans cette voie, trouvée près de Balmaseda, qui dit A l'Emperador César Cayo Julio Vero Maximino,…. parce qu'ils ont réparé et ont reconstruit les ponts tombés pour leur ancienneté, Quinto Decio veillant en cela, Capitaine de la Legion Augusta Gémina des Prétoriens.
Tout comme beaucoup de peuples du littoral cantabrique, il a été probablement dévasté par les Hérules ou par les Wisigoths au  Ve siècle. Selon la chronique de Idace de Chaves, en se référant à l'an 426, quand Théodoric Ier a mis en échec les hérules ou suevos près de la rivière Orbigo.
Ad sedes propias redeuntes, Cantabriarum et Vardaliarum loca maritima crudelissme deproedatio sunt
On ne sait pas si Flaviobriga a disparu dans ces guerres, ou plus tard, ou s'il n'a pas simplement disparu. Hauberto Hispalense dit qu'elle a été réparée ou reconstruite par les cantabres durant l'an 585.
Elle a probablement souffert d'attaques des Normands, qui, en 846 ont mis la cote cantabrique à feu et à sang, et on n'a plus de nouvelles historiques dignes de confiance jusqu'à ce qu'en 1163, Alphonse VIII accorde à Burgos le for de Logroño à Castro-Urdiales…

## Restes archéologiques
À la fin du XVIIIe siècle est apparu à Otañes la Borne milliaire Romaine qui, jusqu'il y a peu se trouvait face à l'église de Santa María de Castro-Urdiales, d'où elle a été éloignée pour éviter sa détérioration. Dans cette borne milliaire apparaît l'inscription suivante :
NERO.CLAUDIUS.DIVI.

CLAUDI.F.CAESAR.AVG.

GER.PONT.MAX.TRIB.

POTESTATE.VIII.

IMP.IX.COS.III.

A.PISORACA.M.

CLXXX.
Qui dit que cette borne milliaire a été érigée à 180 milles de Pisuerga, le 9e année de l'empereur César Auguste et le Souverain pontife Maximus Claudio Neron Germanico, fils du Claudius après avoir été huit fois tribun et quatre fois Consul. (en 63 de nôtre ère)
Est aussi apparue une plaque d'argent connue comme la plaque d'Otañes. Elle a des reliefs sur-dorés avec plusieurs figures et arbres.
L'année 1866, en démolissant les parois de Castro-Urdiales pour extension de la ville, sont apparues dans leurs fondations deux médailles Romaines, une d'Antonin le Pieux et une autre de son conjoint Faustine, ce qui datait les parois de Flaviobriga entre les années 138 et 142 de nôtre ère.
Tout au long des années on a trouvé des monnaies Romaines dans El Pedregal, La Plazuela et près d'Urdiales.